# Yolande Kada-Gango
Yolande Kada-Gango – kongijska piłkarka ręczna, reprezentantka kraju. Olimpijka.
Reprezentowała Kongo na Letnich Igrzyskach Olimpijskich 1980. Wystąpiła w dwóch z pięciu spotkań, jakie rozegrała drużyna z Konga na tych zawodach. Były to mecze przeciwko reprezentacjom Węgier (10-39) i Jugosławii (9-39). Kada-Gango nie strzeliła żadnej bramki. Jej drużyna zajęła ostatnie szóste miejsce w zawodach.